# Jacques Marie Bellwald
Jacques Marie Bellwald, né le 10 septembre 1871 à Bech-Kleinmacher et décédé le 25 avril 1945 à Echternach (Grand-Duché de Luxembourg), était un photographe luxembourgeois.

## Biographie
C'est à Paris qu'il a fait ses premiers pas en matière de photographie. Il est rentré ensuite  au Luxembourg pour faire son apprentissage chez Charles Bernhoeft. Marié, il s'établit à Echternach comme photographe. Le 18 octobre 1896, à l’Hôtel du Cerf, Bellwald organise, pour la première fois au Luxembourg, une séance cinématographique. Il a montré entre autres le premier film jamais réalisé : L'arrivée d'un train en gare des frères Lumière. Quelques jours plus tard, le 22 octobre, il a présenté les mêmes films  dans la ville de Luxembourg à la Villa Louvigny.

## Œuvres
Bellwald est l'auteur de deux guides touristiques et d'une plaquette sur la procession dansante d'Echternach.
On lui doit entre 1 500 et 2 000 cartes postales.